# Cirrhochrista fumipalpis
Cirrhochrista fumipalpis là một loài bướm đêm trong họ Crambidae.